# شلالات شيرآباد
شلالات شيرآباد هي عبارة عن سبعة اجزاء تكون بصورة مدرجة وتتكون من 12 شلالاً اعلاها يصل طوله إلى 30 متراً. وهذه الشلالات كائنة في قلب صخرة على مقربة من كهف شيرآباد. وتُعتبَر من أهم وأجمل معالم مدينة كلستان في شمال إيران. كما ويُطلَق عليها اسم عروسة شلالات كلستان لأنّها تُعتبَر من أهم وأجمل معالم المحافظة. وتقع هذه الشلالات بين أحضان غابة كثيفة بالأشجار، وتُشَّكل في طريقها العديد من الانهار والينابيع كما تُحاط بواسطة المناظر الطبيعية البديعة للجبال و الغابات المحتضنة للنباتات والاشجار النادرة.

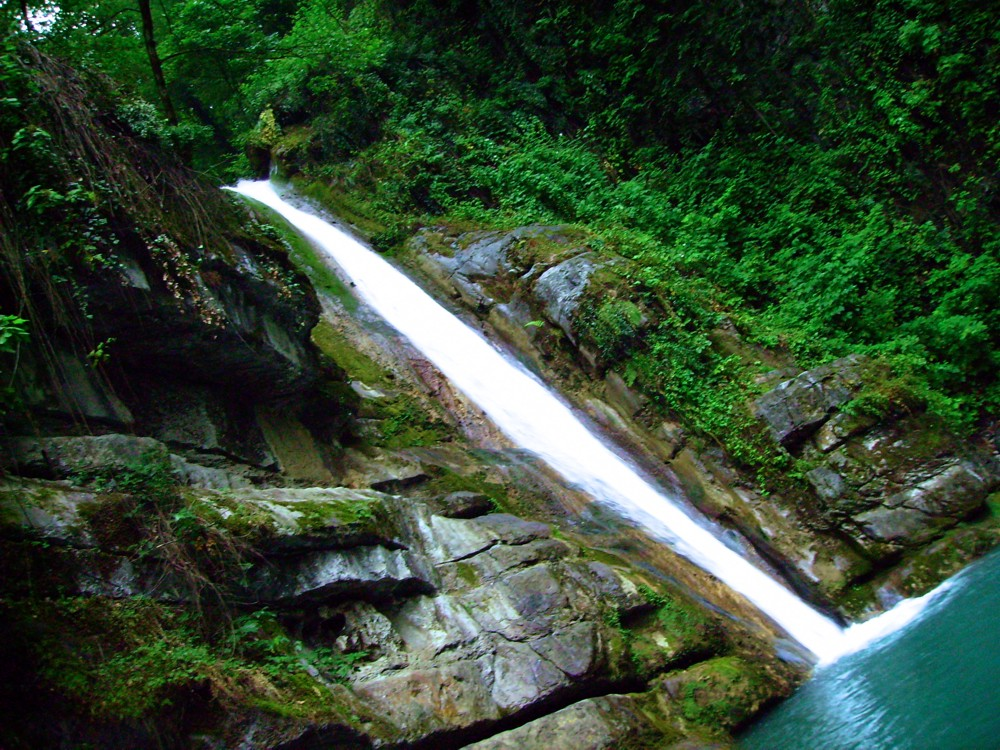
شلالات شيرآباد الطبيعية

## الموقع
تقع شلالات شيرآباد في محافظة كلستان بقضاء راميان شمال إيران، وعلي بعد 6  كيلومترات جنوب مدينة خان ببين حيث انها لاتبعد إلا مسافة قصيرة عن مدينة جرجان. كما تظهر مجموعة شلالات بين صغيرة وكبيرة في هذه المنطقة أيضاً، وذلك بفعل وجود المنحدرات الحادة لسلسلة جبال ألبرز وعدّة ينابيع في سفح جبل قلعة ساران.

## معلومات سريعة
| الأسم        | شلالات شيرآباد |
| الموقع       | شمال إيران     |
| العدد        | 12 شلال        |
| اجزاء الشلال | 7 اجزاء        |
| الطول        | اعلاها 30 متراً |